# Kumasi
Kumasi (früher Coomassie, auch Kumase) ist die Hauptstadt der Ashanti Region in Ghana und seit Anfang des Jahres 2014 die größte Stadt des Landes. In der Region wohnen in einem Radius von etwa 30 bis 35 Kilometern um die Stadt rund 2,5 Millionen Menschen. Kumasi gilt als Schattenhauptstadt von Ghana. Vor allem die Bevölkerungsgruppe der Aschanti sieht in Kumasi Ghanas Mittelpunkt.

## Geographie
Südlich zentral gelegen ist Kumasi von verschiedenen Dschungelgebieten umgeben. Sie wird auch aufgrund ihrer bunten und vielfältigen Pflanzenwelt als Garten-Stadt bezeichnet. In und um Kumasi hat der Fluss Oda sein Quellgebiet. Die Stadt liegt 27 km nordwestlich des Sees Bosumtwi, des einzigen wirklichen Binnensees Ghanas.

## Geschichte
Die Stadt wurde im späten 17. Jahrhundert durch König Osei Tutu als Hauptstadt des Aschanti-Königreichs gegründet. Nach der Überlieferung fanden die Verhandlungen um das Land unter einem „Kum-Baum“ statt, von dem die Stadt ihren Namen erhielt, denn kum-asi bedeutet „unter einem Kum-Baum“. Hier empfing Tutu der Legende nach den Goldenen Stuhl, das Symbol der Einheit und des Geistes der Aschanti, direkt vom Himmel. Später waren grundsätzlich die Herrscher Kumasis (die Kumasihene) auch die Herrscher des Aschantireiches. Die Aschantikönige (Asantehene) waren die reichsten Könige von Westafrika, so dass ihr Palast Manhyia heute eine der größten Sehenswürdigkeiten ist. 
1874 zerstörten die Briten im Zuge ihres 4. Krieges gegen die Aschanti Teile der Stadt, darunter auch den damaligen Königspalast. Die seit 1869 in Kumasi einsitzenden Geiseln Johannes Kühne (Missionar und Kaufmann) und Friedrich August Ramseyer (Missionar) und dessen Frau, wurden dabei befreit. 
1931 wurde die Kathedralbasilika St. Peter als Sitz des heutigen Erzbistums Kumasi errichtet. Nordöstlich von Kumasi stehen in zehn Dörfern die letzten traditionellen Gebäude der Aschanti. Seit 1980 sind sie durch die Aufnahme in die UNESCO-Liste des Weltkulturerbes geschützt.

## Bevölkerung
84 Prozent der Menschen sind Christen, 11 Prozent Muslime. Aufgrund des Wachstums der Bevölkerung Ghanas – vor allem in den Städten – hat auch die Einwohnerzahl von Kumasi stark zugenommen. Anfang des Jahres 2014 übertraf sie die Einwohnerzahl der Hauptstadt Accra.
| Jahr | Einwohner |
| ---- | --------- |
| 1970 | 260.286   |
| 1984 | 489.586   |
| 2000 | 1.171.311 |
| 2007 | 1.604.909 |
| 2013 | 2.069.350 |
| 2017 | 2.907.000 |

## Wirtschaft
Handel, Konsumgüter, Landwirtschaft und Bergbau sind die führenden Wirtschaftszweige von Kumasi, hier befindet sich auch der vermutlich größte Markt Westafrikas: Kejetia.

## Bildung
Kumasi ist eine Studentenstadt und besitzt eine Universität für Wissenschaft und Technologie, ebenso eine evangelische Hochschule, das Christian Service University College. Am südöstlichen Rand der Stadt, an der Straße nach Accra gelegen, befindet sich die Kwame Nkrumah University of Science and Technology (K.N.U.S.T.). Eine weitere Hochschule ist die Fachhochschule Kumasi Polytechnic.

## Sport
Stolz sind die sportenthusiastischen Einwohner auf ihren Fußballklub Kumasi Asante Kotoko. Kotoko bedeutet Stachelschwein und ist das Wappentier des Vereins, es ist aber eigentlich eine Metapher für die Widerstandsfähigkeit, die die Asante (Aschanti) Bevölkerung schon mehrmals in der Geschichte beweisen musste. Das Team hat mehrere nationale und kontinentale Titel erringen können.

## Städtepartnerschaften
- Charlotte (North Carolina)
- Newark (New Jersey)
- Wenzhou[6]
- Winston-Salem
- Dortmund[7]

## Söhne und Töchter der Stadt
- Nana Afia Kobi Serwaa Ampem II (1905–2016), Königinmutter
- Ignatius Kutu Acheampong (1931–1979), ehemaliges Staatsoberhaupt von Ghana
- Kwasi Wiredu (1931–2022), Philosoph
- Baba Yara (1936–1969), Fußballspieler
- Kofi Annan (1938–2018), Diplomat, Generalsekretär der Vereinten Nationen und Friedensnobelpreisträger
- John Agyekum Kufuor (* 1938), Präsident von Ghana von 2001 bis 2009
- Kwame Addo-Kufuor (* 1940), Politiker und Verteidigungsminister
- Kojo Laing (1946–2017), Schriftsteller
- Afua Adwo Jectey Hesse (* 1953), Medizinerin und Hochschullehrerin
- Patricia Appiagyei (* 1956), Politikerin
- Henrietta Mensa-Bonsu (* 1957), Rechtsanwältin und Hochschullehrerin
- Emmanuel K. Akyeampong (* 1962), Historiker und Afrikanist
- Anthony Yeboah (* 1966), Fußballspieler
- Isaac Asare (* 1974), Fußballspieler
- Mallam Yahaya (* 1974), Fußballspieler
- Mark Edusei (* 1976), Fußballspieler
- Samuel Osei Kuffour (* 1976), Fußballspieler
- Ibrahim Tanko (* 1977), Fußballspieler
- Bashiru Gambo (* 1978), Fußballspieler
- Isaac Boakye (* 1981), Fußballspieler
- Kofi Nahaje Sarkodie-Mensah (* 1981), Wrestler
- Regina Honu (* 1983), Softwareentwicklerin und Unternehmerin
- Kweku Essien (* 1984), Fußballspieler
- Harrison Afful (* 1986), Fußballspieler
- Christian Ayew (* 1986), Fußballspieler
- Flings Owusu-Agyapong (* 1988), Sprinterin
- Jerry Prempeh (* 1988), Fußballspieler
- Kofi Danning (* 1991), australischer Fußballspieler
- Janet Amponsah (* 1993), Sprinterin
- Issac Honey (* 1993), Fußballspieler
- Mohammed Muntari (* 1993), Fußballspieler
- Jordan Mintah (* 1995), Fußballspieler
- Ebenezer Ofori (* 1995), Fußballspieler
- Manfred Osei Kwadwo (* 1995), Fußballspieler
- Martin Owusu-Antwi (* 1995), Sprinter
- Asumah Abubakar (* 1997), portugiesisch-ghanaischer Fußballspieler
- Joel Fameyeh (* 1997), Fußballspieler
- Kwame Opoku (* 1999), Fußballspieler
- Daniel Afriyie (* 2001), Fußballspieler
- Raymond Owusu (* 2002), Fußballspieler
- Louisa Aniwaa (* 2003), Fußballspielerin
- Ernest Nuamah (* 2003), Fußballspieler
- Benedica Kwartemaa (* 2004), Sprinterin

## Galerie

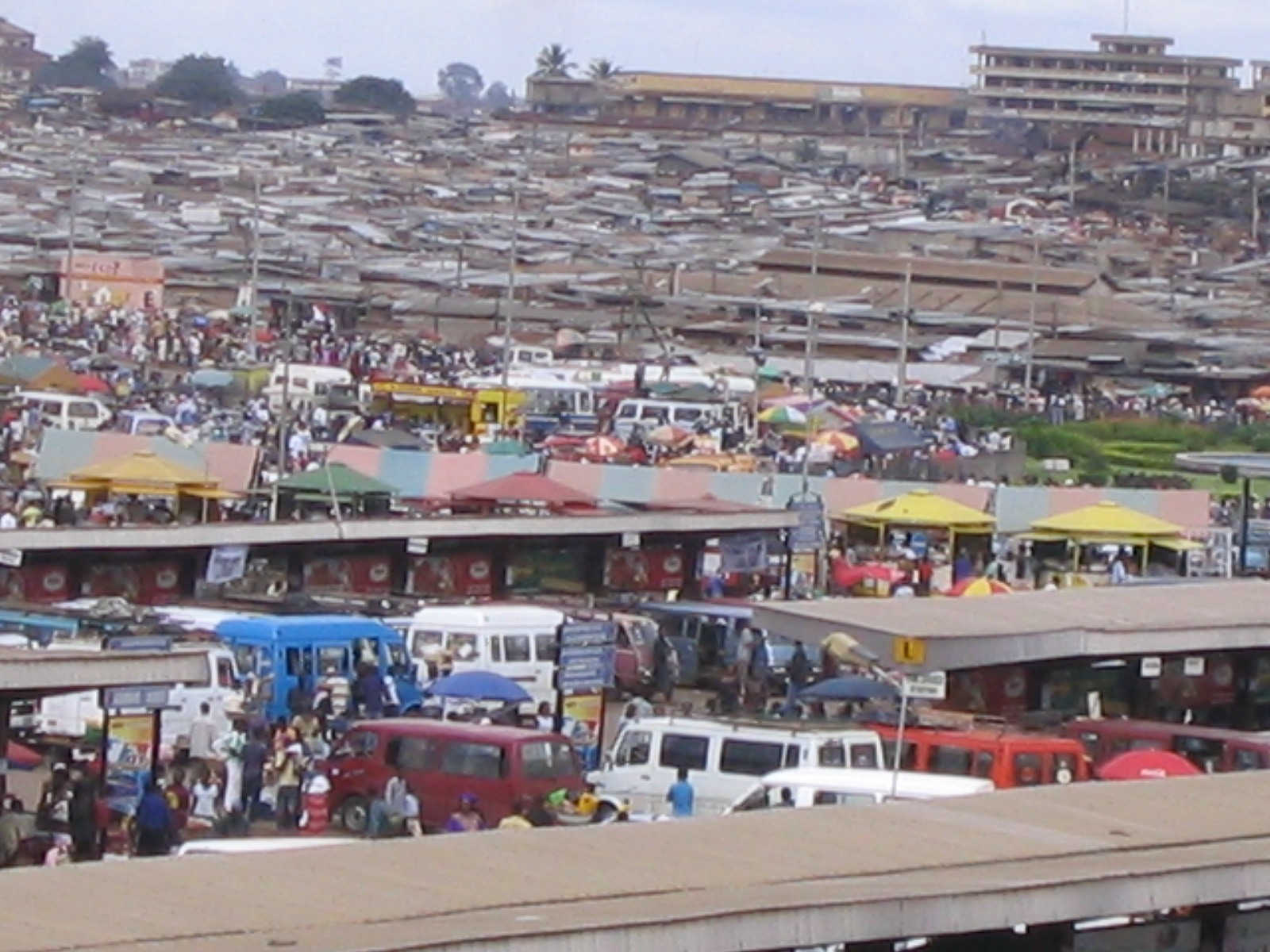
Markt in Kumasi
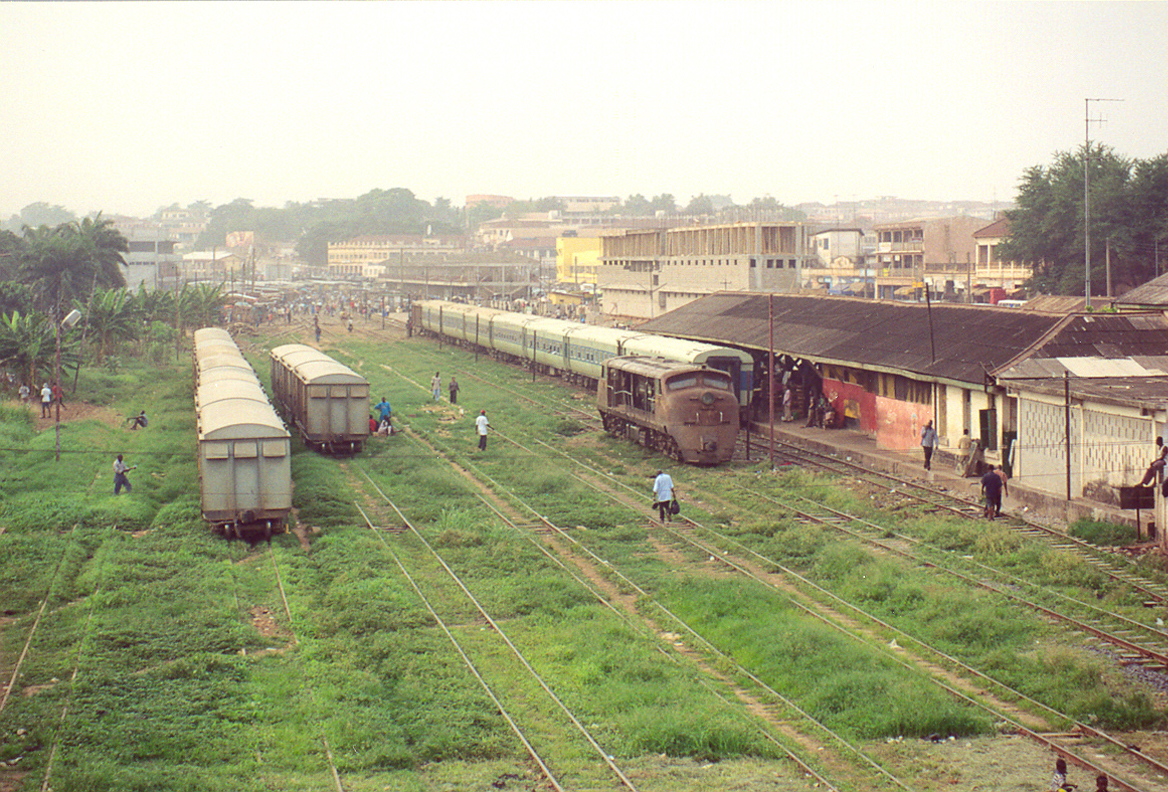
Bahnhof von Kumasi, 2005
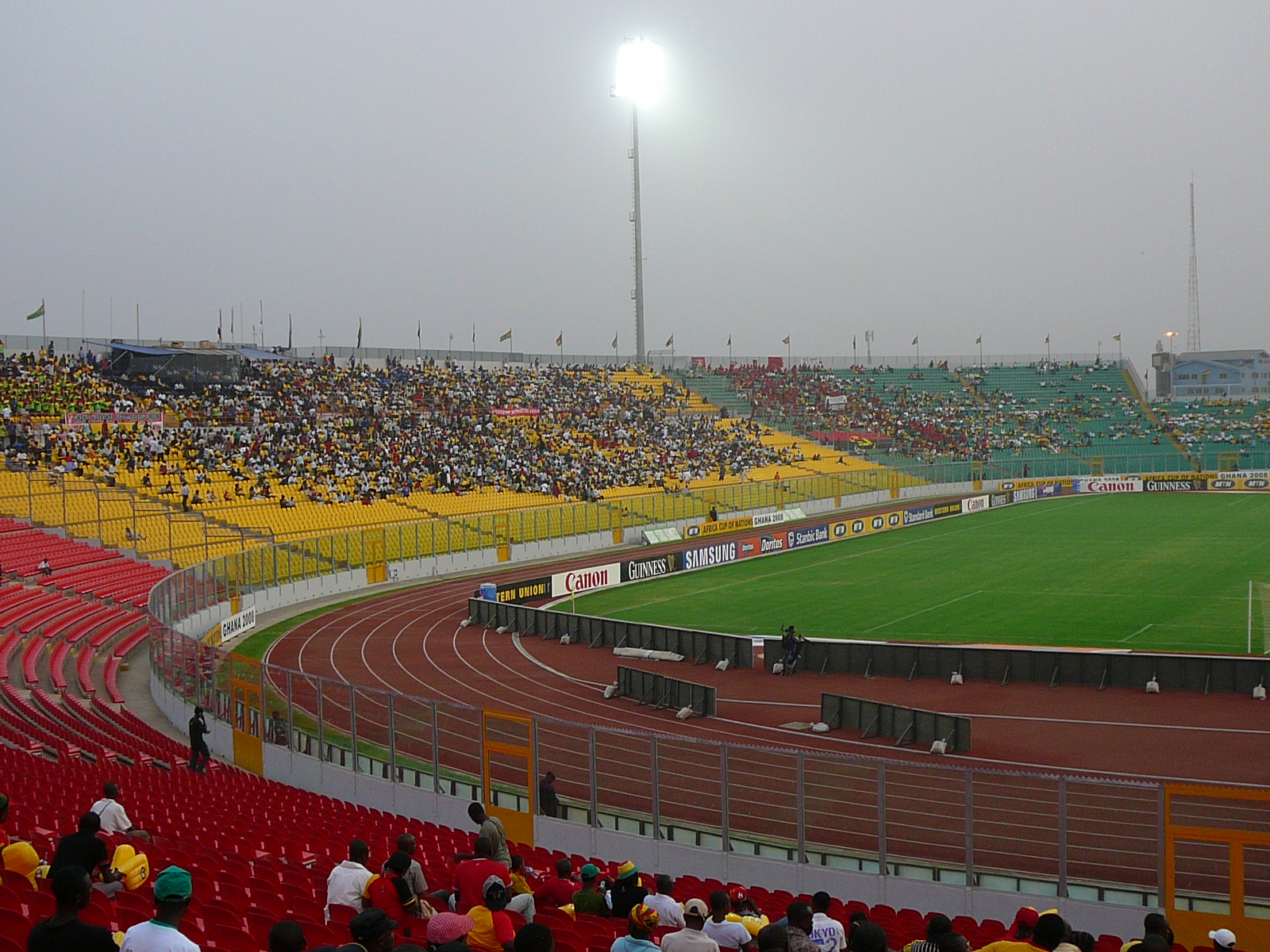
Stadion von Kumasi, Africa Cup 2008

## Klimatabelle
|                       | Jan  | Feb  | Mär  | Apr  | Mai  | Jun  | Jul  | Aug  | Sep  | Okt  | Nov  | Dez  |   |      |
| Mittl. Tagesmax. (°C) | 31,0 | 32,6 | 32,2 | 31,8 | 30,8 | 29,2 | 27,6 | 26,9 | 28,4 | 29,8 | 30,8 | 30,5 | ⌀ | 30,1 |
| Mittl. Tagesmin. (°C) | 19,6 | 21,0 | 21,7 | 21,8 | 21,9 | 21,5 | 21,0 | 20,6 | 21,1 | 21,2 | 21,1 | 20,5 | ⌀ | 21,1 |
|                       |      |      |      |      |      |      |      |      |      |      |      |      |   |      |
| Niederschlag (mm)     | 24   | 65   | 143  | 149  | 201  | 224  | 139  | 83   | 159  | 192  | 100  | 30   | Σ | 1509 |
|                       |      |      |      |      |      |      |      |      |      |      |      |      |   |      |
| Sonnenstunden (h/d)   | 6,0  | 6,6  | 6,6  | 6,8  | 6,6  | 4,9  | 3,3  | 2,5  | 3,5  | 5,2  | 6,5  | 5,7  | ⌀ | 5,3  |
|                       |      |      |      |      |      |      |      |      |      |      |      |      |   |      |
| Regentage (d)         | 1    | 5    | 8    | 9    | 13   | 15   | 10   | 9    | 14   | 14   | 8    | 2    | Σ | 108  |
|                       |      |      |      |      |      |      |      |      |      |      |      |      |   |      |
| Luftfeuchtigkeit (%)  | 72   | 69   | 73   | 75   | 78   | 81   | 82   | 83   | 81   | 80   | 77   | 77   | ⌀ | 77,4 |

| 19,6 |

| 21,0 |

| 21,7 |

| 21,8 |

| 21,9 |

| 21,5 |

| 21,0 |

| 20,6 |

| 21,1 |

| 21,2 |

| 21,1 |

| 20,5 |

| 19,6 |

| 21,0 |

| 21,7 |

| 21,8 |

| 21,9 |

| 21,5 |

| 21,0 |

| 20,6 |

| 21,1 |

| 21,2 |

| 21,1 |

| 20,5 |